# Graciano Sánchez, Tamaulipas
Graciano Sánchez är en ort i Mexiko.   Den ligger i kommunen Güémez och delstaten Tamaulipas, i den centrala delen av landet, 500 km norr om huvudstaden Mexico City. Graciano Sánchez ligger 302 meter över havet och antalet invånare är 4 411.
Terrängen runt Graciano Sánchez är varierad. Runt Graciano Sánchez är det ganska tätbefolkat, med 207 invånare per kvadratkilometer. Närmaste större samhälle är Guillermo Zúñiga, 13,9 km nordost om Graciano Sánchez. I omgivningarna runt Graciano Sánchez växer i huvudsak blandskog.